# جاك جيفري
جاك جيفري (بالإنجليزية: Jack Jeffery)‏ هو لاعب كرة قدم بريطاني في مركز الهجوم، ولد في 13 أغسطس 1989 في غريفزند ‏ في المملكة المتحدة. لعب مع إيستبورن بوروه وكامبريدج يونايتد ونادي ليتون أورينت ووست هام يونايتد.

## وصلات خارجية
- جاك جيفري على موقع قاعدة بيانات كرة القدم.إي يو (الإنجليزية)
- جاك جيفري على موقع Soccerbase.com (لاعب) (الإنجليزية)